# ذا فول آوت
ذا فول آوت هي الحلقة السابعة من المسلسل التلفزيوني الأمريكي (The Fallout (Smash. وقد كتبت من قبل جولي روتنبرغ وإليسا زورستكاي وإخراج كريك زسك. عرضت لأول مرة على قنوات هيئة الإذاعة الوطنية في 5 فبراير 2013، ولمدة ساعتين.

## القصة
يسعى الفريق وراء محاولة موسيقية خيالية لإصلاح سمعتهم بعد مزاعم قانونية عن مصدر تمويل لهذا العرض من قبل ايلين راند (أنجليكا هيوستن) ورسوم التحرش الجنسي الموجهة إلى مدير ديريك ويلز (جاك دافنبورت) من خلال العديد من النساء. Bombshell نجمة كارين كارترايت (كاثرين ماكفي) واجهت مقاومة عندما تحاول مساعدة الفريق.

## الإنتاج
وردت ثلاث أغنيات في الحلقة، واغنية المقدمة (هل أنا أكذب عليك؟)، مارك شايمان وسكوت ويتمان كتب" لازالوا يواصلون المسسير "بينما كتب باسيك وبول "اشتعلت في العاصفة، وأطلقت للبيع على منصة أي تيونز وموقع امازون.

## وصلات خارجية
- ذا فول آوت على موقع IMDb (الإنجليزية)
- ذا فول آوت على موقع ميتاكريتيك (الإنجليزية)

(The Fallout (Smash